# Альберт (сельский муниципалитет, Манитоба)
Альберт (англ. Albert) — сельский муниципалитет в области Уэстмен в юго-западной части провинции Манитоба в Канаде. На западе граничит с провинцией Саскачеван. Площадь — 769,55 км². Население — 323 человека.

## История
Образован в 1905 году вследствие деления сельского муниципалитета Артур и назван в честь Принца Уэльского Альберта-Эдуарда, будущего короля Великобритании и Ирландии Эдуарда VII.

## Населённые пункты
- Беде
- Бернис
- Брумхилл
- Тилстон